# Fuß- und Radwegbrücke am Mozartturm
Die Fuß- und Radwegbrücke am Mozartturm ist eine Brücke für den Fuß- und Radverkehr in Darmstadt. Sie überspannt die B 26 (Rheinstraße), einen Fuß- und einen Radweg sowie die Straßenbahntrasse Richtung Griesheim und verbindet den Business- und Technologiepark TZ Rhein-Main mit dem Europaviertel und dem Hauptbahnhof.

## Lage
Die Brücke liegt am Ortseingang von Darmstadt, westlich der Rheinstraßenbrücke in direkter Nachbarschaft zum Mozartturm. Nördlich schließt der Brückenverlauf an die Bratustraße an, südlich endet die Brücke kurz vor der Heinrich-Hertz-Straße. 

## Geschichte

### Erste Pläne
Bereits 2005 gab es Planungen für eine Brücke, da immer mehr Arbeitsplätze in dem südwestlichen Areal, der sogenannten Telekom-City, entstanden und die Pendlerströme sich zusehends am einzigen Zugang stauten, dem Fußgängerüberweg mit mehreren Ampeln an der Kreuzung Rheinstraße/Zweifalltorweg/Am Kavalleriesand. Zudem sollte so eine bessere Radwegverbindung auf der Nord-Süd-Achse (Frankfurt-Heidelberg) erreicht werden. Ende 2005 gab es einen Wettbewerb, den das Architekturbüro Netzwerkarchitekten gewann. Aufgrund von Finanzierungsschwierigkeiten wurde das Projekt dann aber zunächst verschoben, später erforderte die Entdeckung des geschützten Heldbocks am geplanten Bauplatz eine umfassende Änderung der Planung. Die Kosten stiegen während der Planungen von zunächst geschätzten 1,5 Mio. Euro auf 6,8 Mio. Euro. Rund eine Million Euro entfielen auf Anpassung des Straßenbahnfahrdrahts, Planung und Baufachüberwachung.

### Bau
Mit den Bauarbeiten für die Brücke wurde im Oktober 2019 begonnen. Gefertigt wurden die Teile der Brücke durch das Darmstädter Unternehmen Donges Steeltec GmbH, Teil der Mutares-Unternehmensgruppe. Im Juli 2020 wurden die Teile mittels mehrerer Kräne an ihren Bestimmungsort gehoben und fixiert. 
Die Fertigstellung des Bauwerks erfolgte im November 2020. Am 2. Dezember 2020 wurde die Brücke zur Benutzung freigegeben, aufgrund der Corona-Pandemie formlos ohne eine Veranstaltung.
Durch den Treppenaufgang und die Rampe an der neuen Brücke wurde der auf der nördlichen Seite parallel zur B26 verlaufende Fuß- und Radweg unpassierbar. Die Bauarbeiten zur Absenkung wurden im Juni 2021 fertiggestellt, sodass der Fuß- und Radverkehr unter Treppenaufgang und Rampe hindurch geleitet werden kann. Zusätzlich entstanden Zuwegungen zur Brücke.

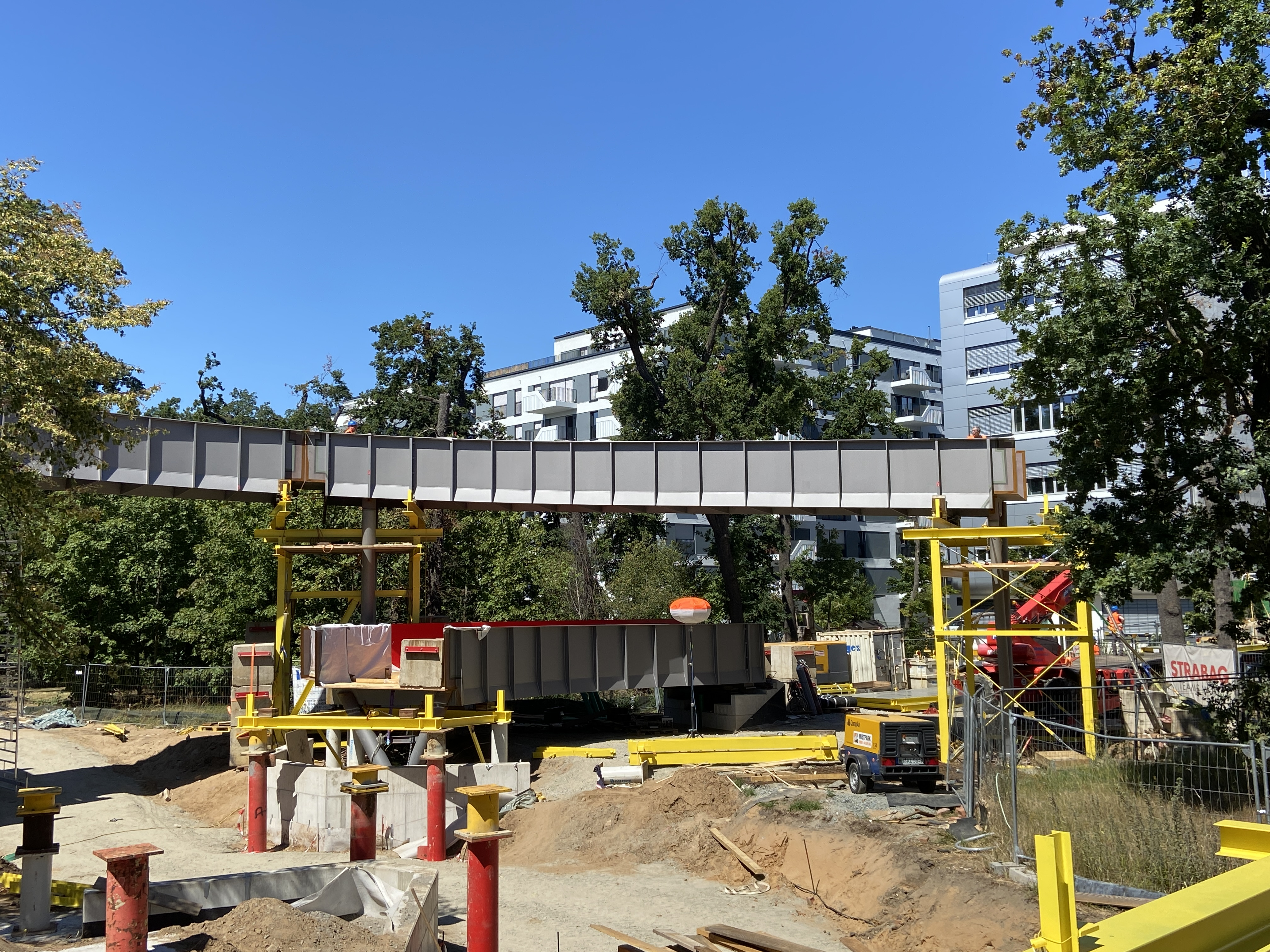
Errichtung der Brücke im Juli 2020
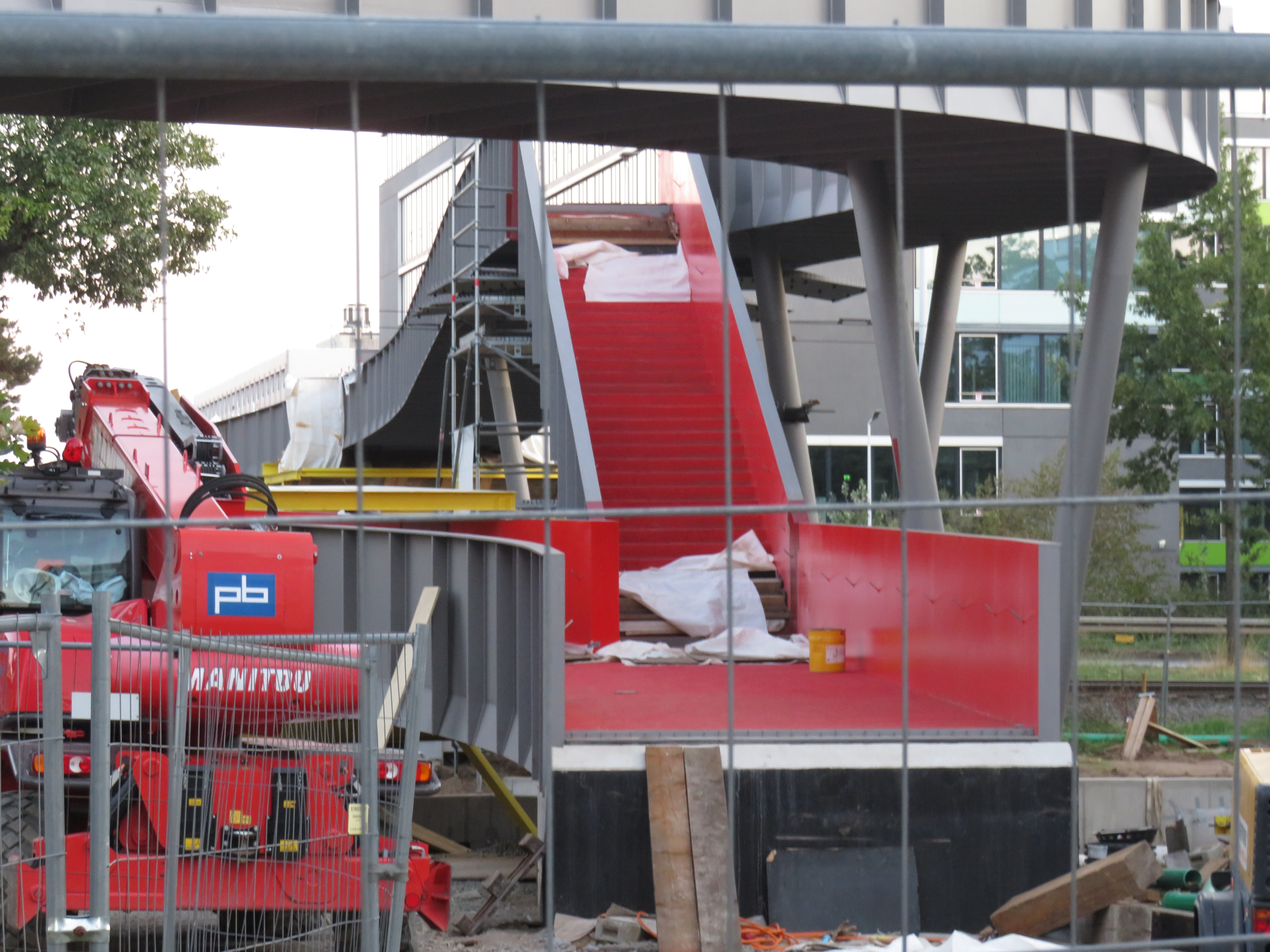
Bauzustand September 2020. Gut erkennbar die rote Innengestaltung
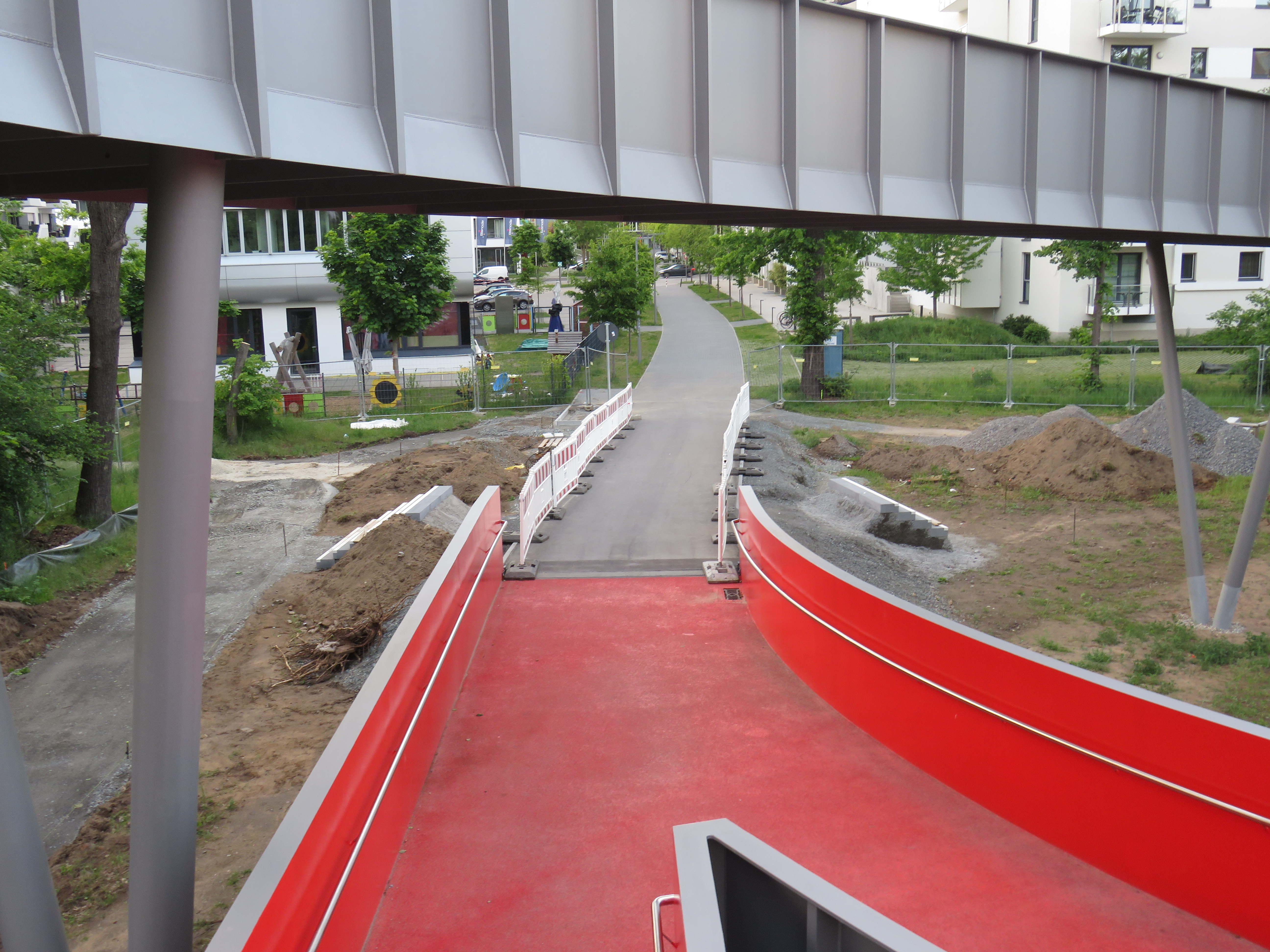
Treppen zur nördlichen Zuwegung in Bau (Mai 2021)
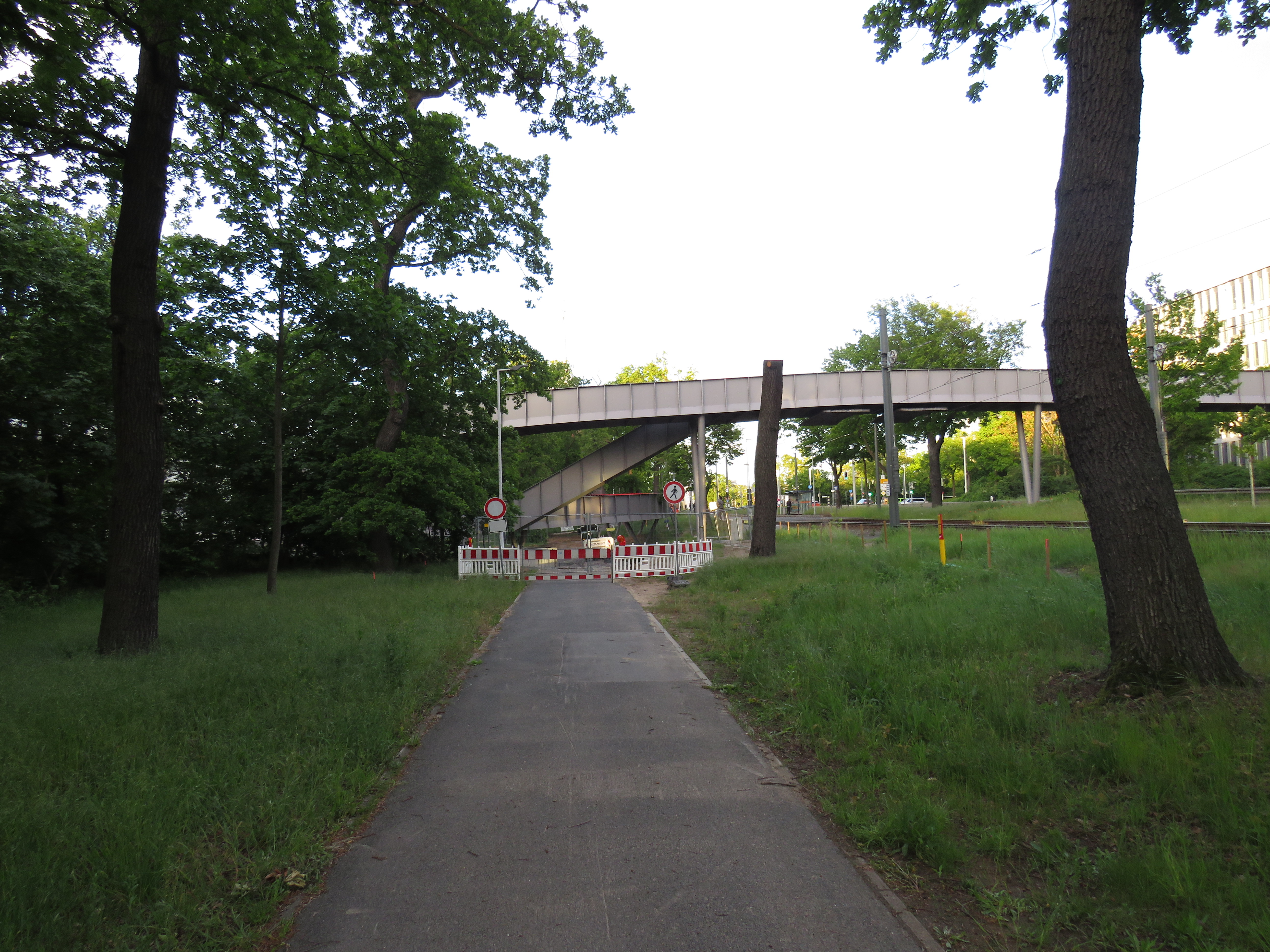
Gesperrter Weg unter der Brücke (Mai 2021)
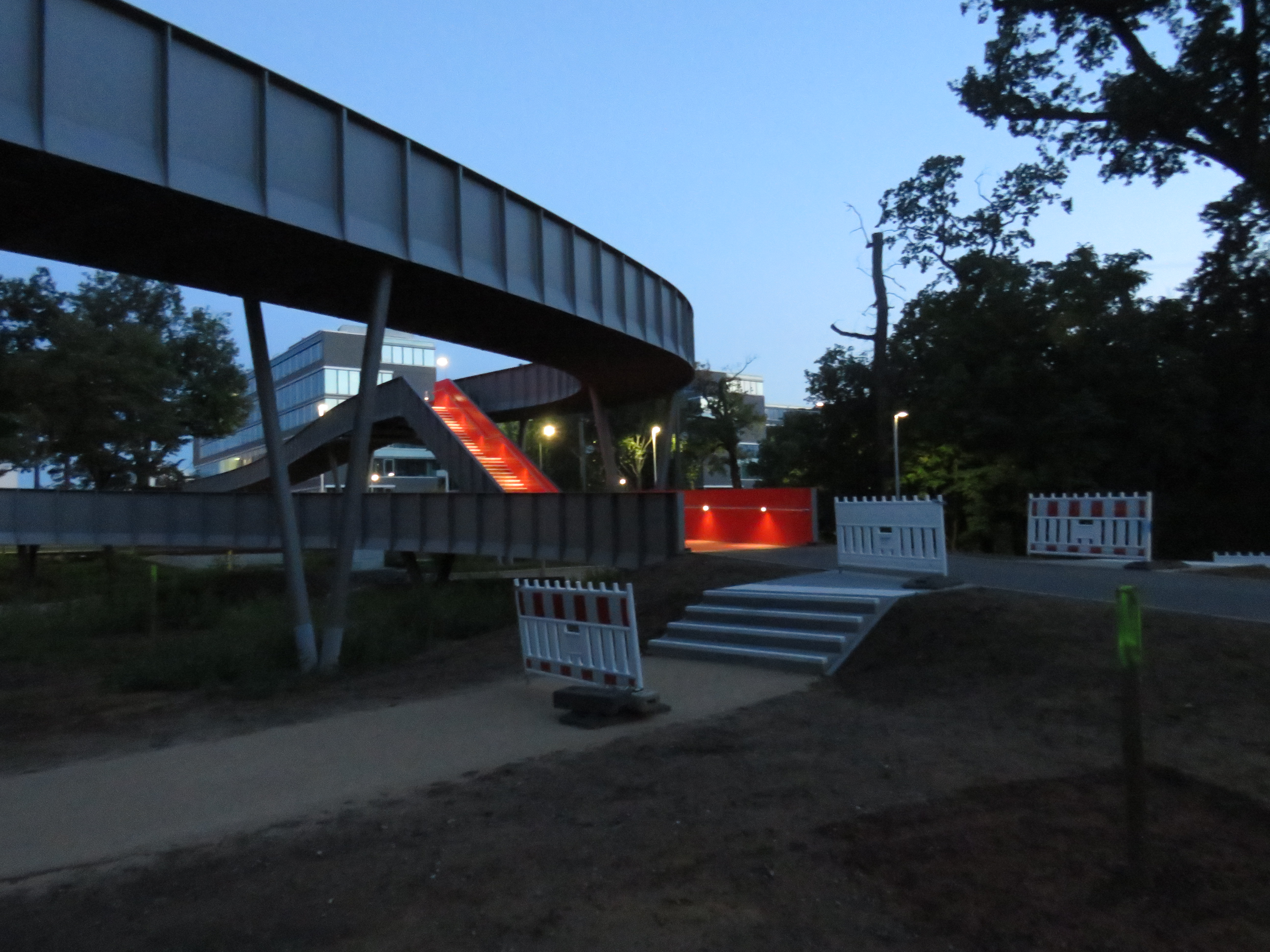
Fast fertiggestellte nördliche Zuwegung (Juli 2021)

### Auszeichnung
Die ARGE netzwerkarchitekten und TRAGRAUM Ingenieure haben eine Anerkennung beim Deutschen Architekturpreis 2021 für das Bauwerk erhalten.

## Gestaltung und Konstruktion

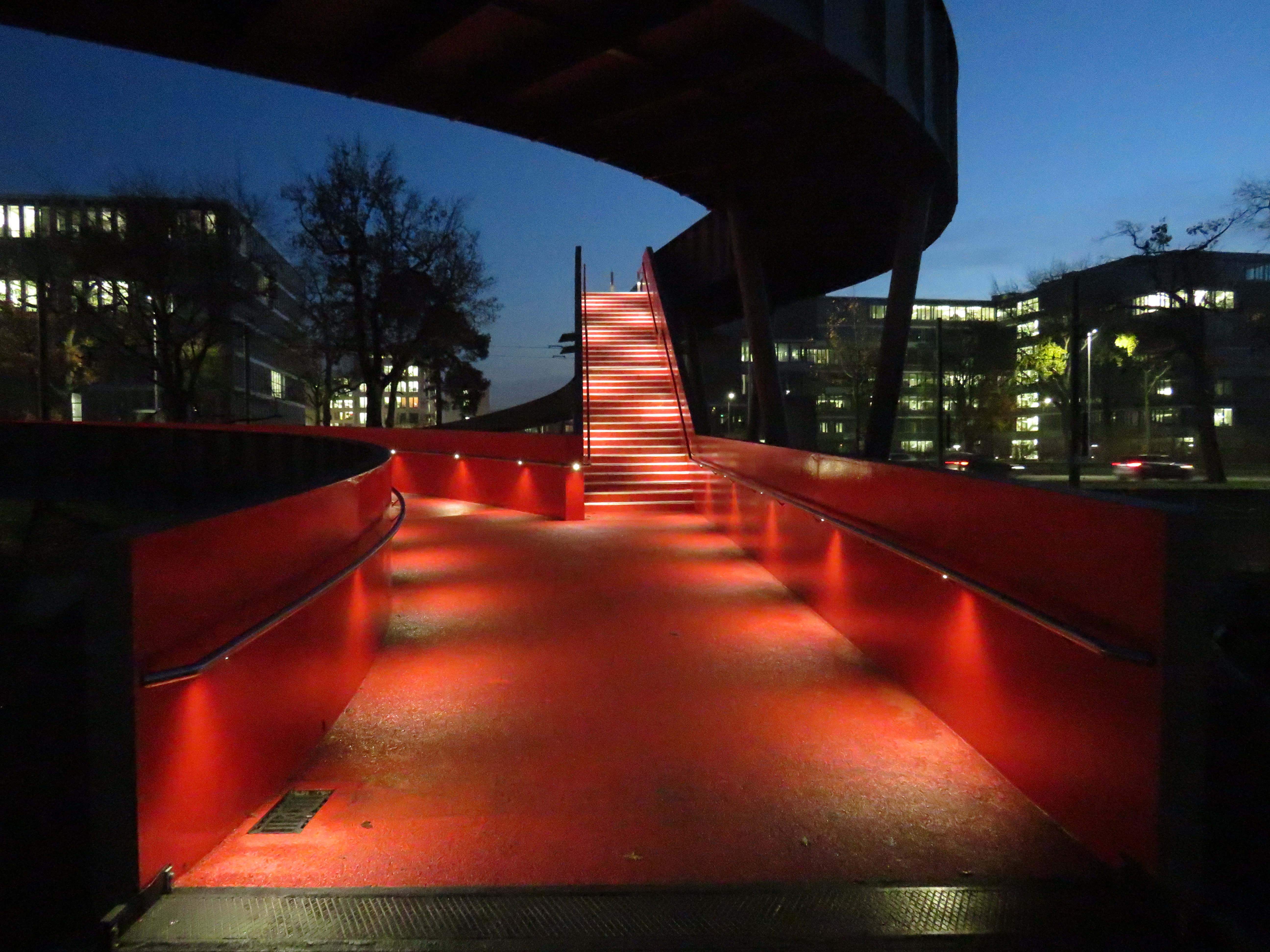
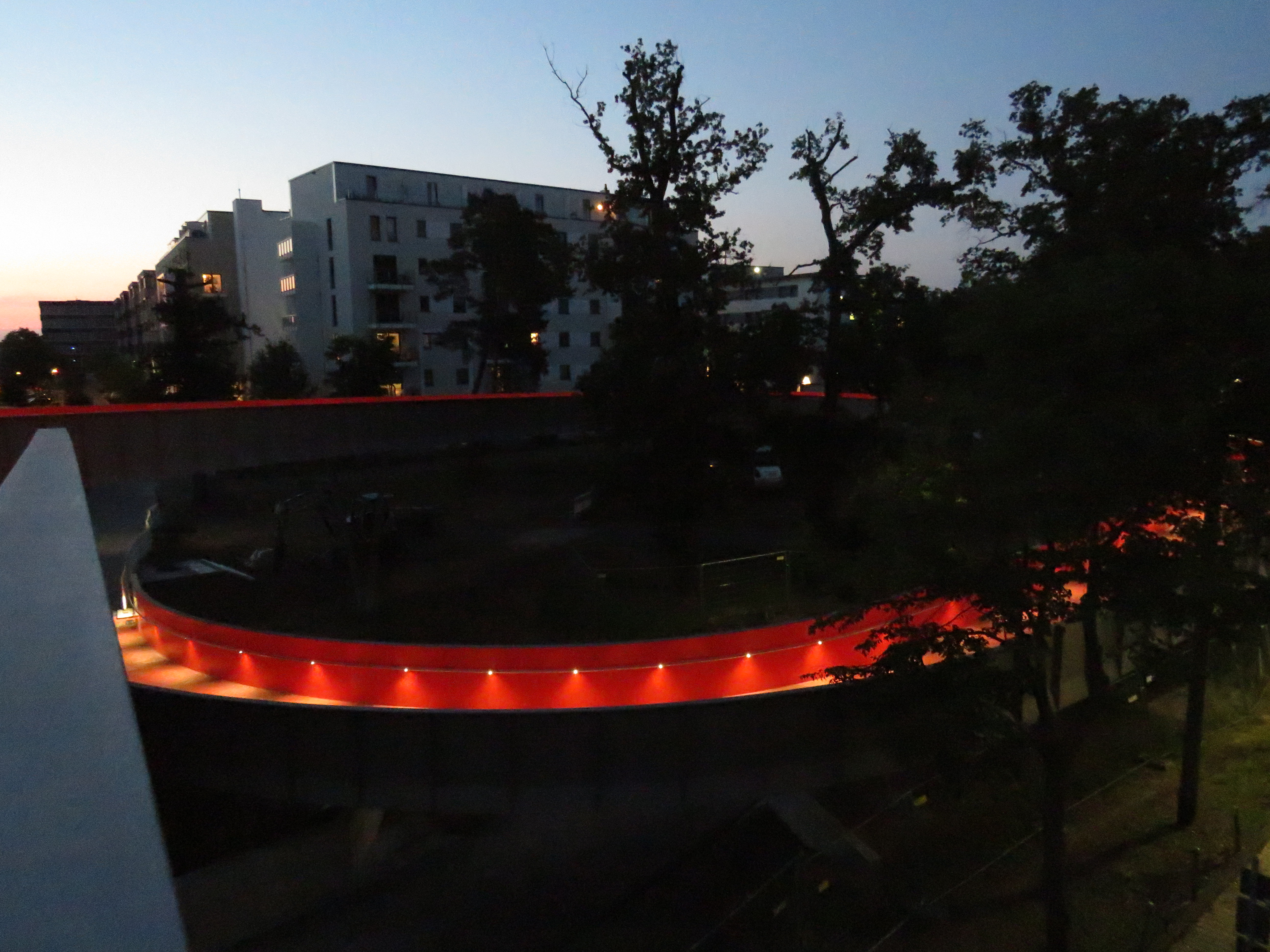
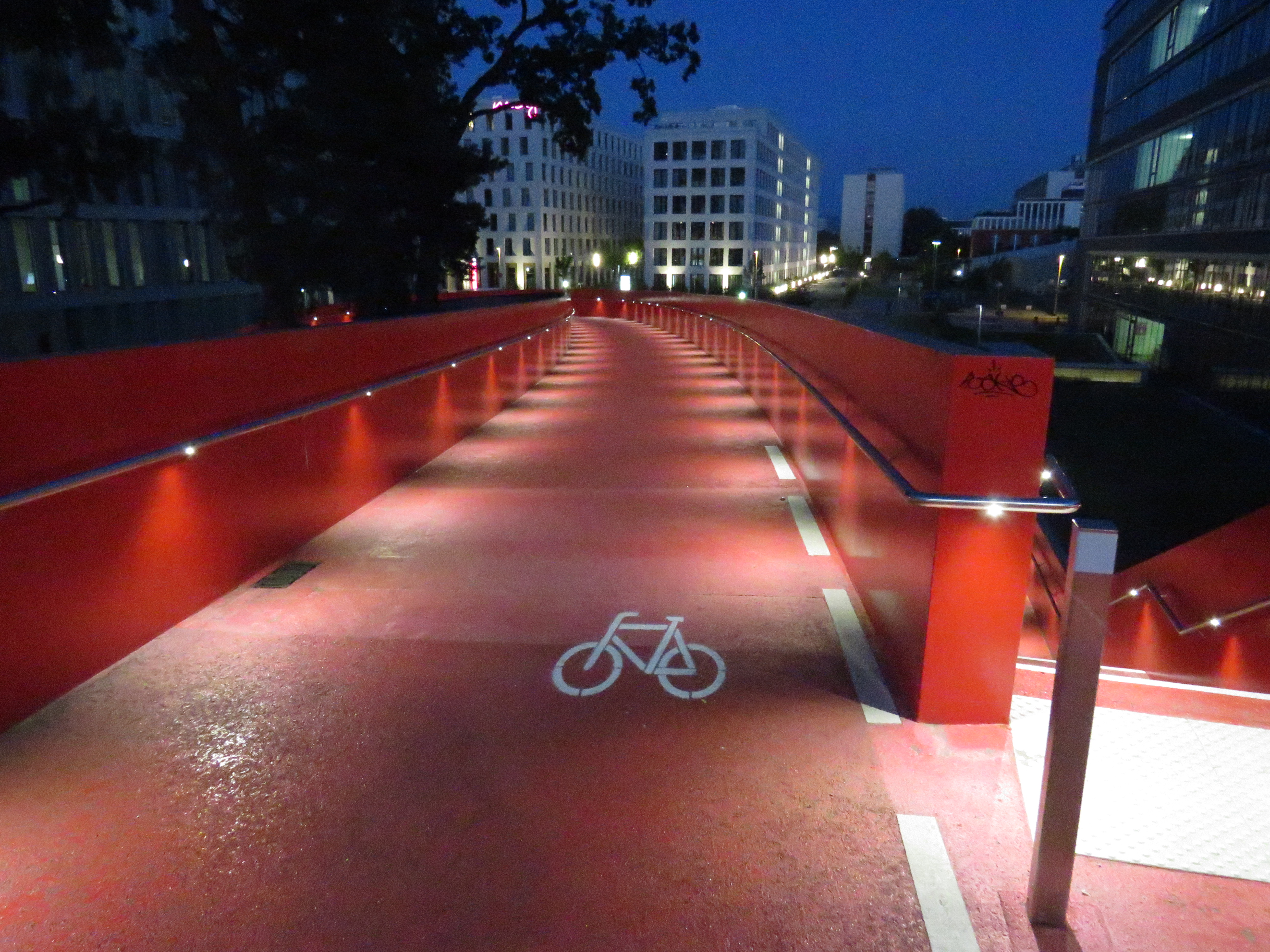
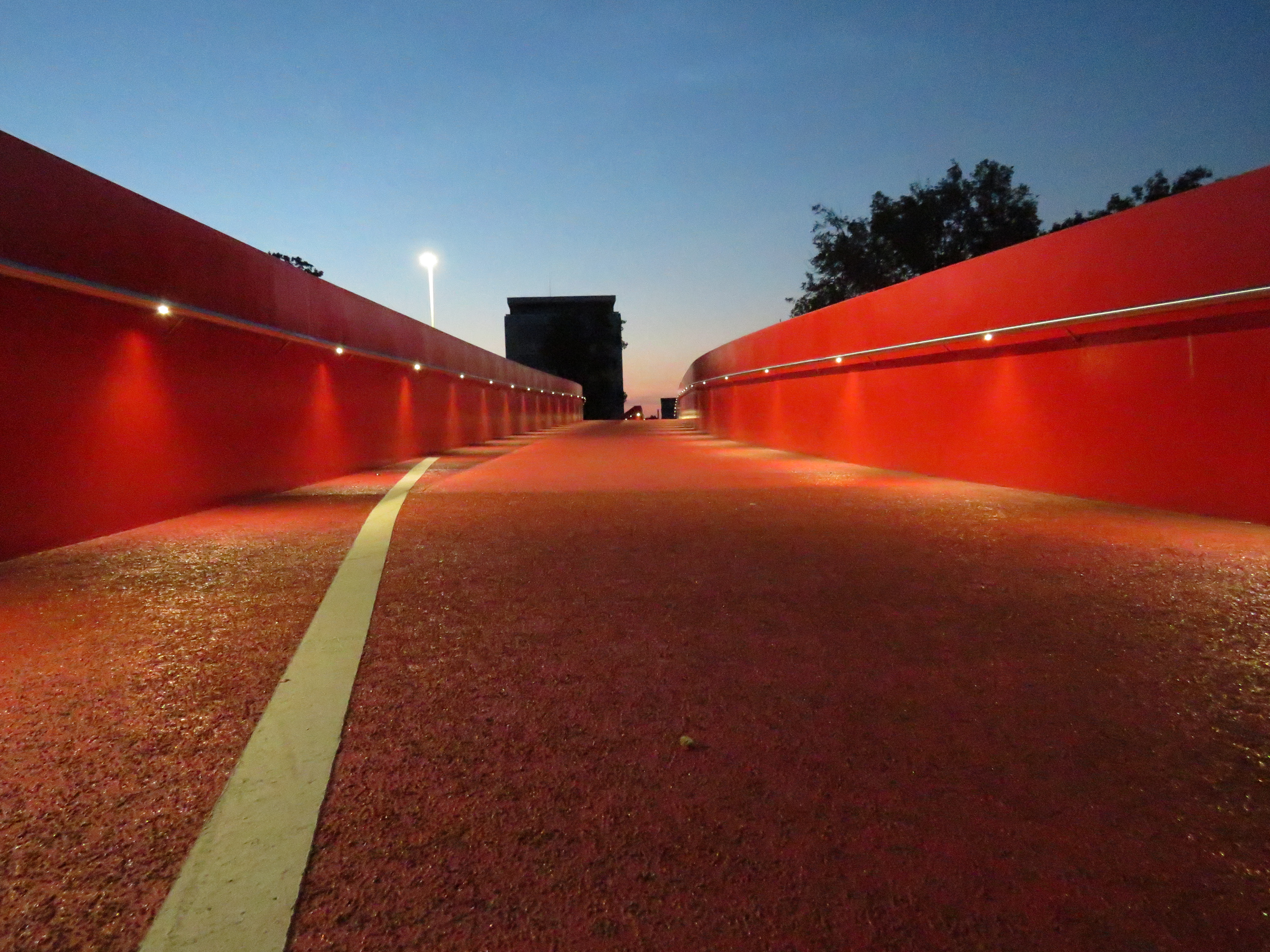

Der Entwurf sieht für den Radverkehr sowie Rollstuhlfahrer auf beiden Seiten eine spiralförmig geschwungene Rampe vor, während Fußgänger den direkten Weg über eine Treppe wählen können. Aufgrund der örtlichen Gegebenheiten, wie geschützter Baumbestand und angrenzende Gebäude, sind die beiden Rampen deutlich unterschiedlich ausgestaltet. Im ersten Entwurf war eine Verkleidung mit LED-Hinterleuchtung geplant, im endgültigen Entwurf entschied man sich für eine Rippenkonstruktion in mattem Grau, während das Innere des Trogs in leuchtendem Rot gehalten ist. Beleuchtet wird die Brücke mit LED-Leuchten, die in den Edelstahl-Handläufen eingelassen sind.

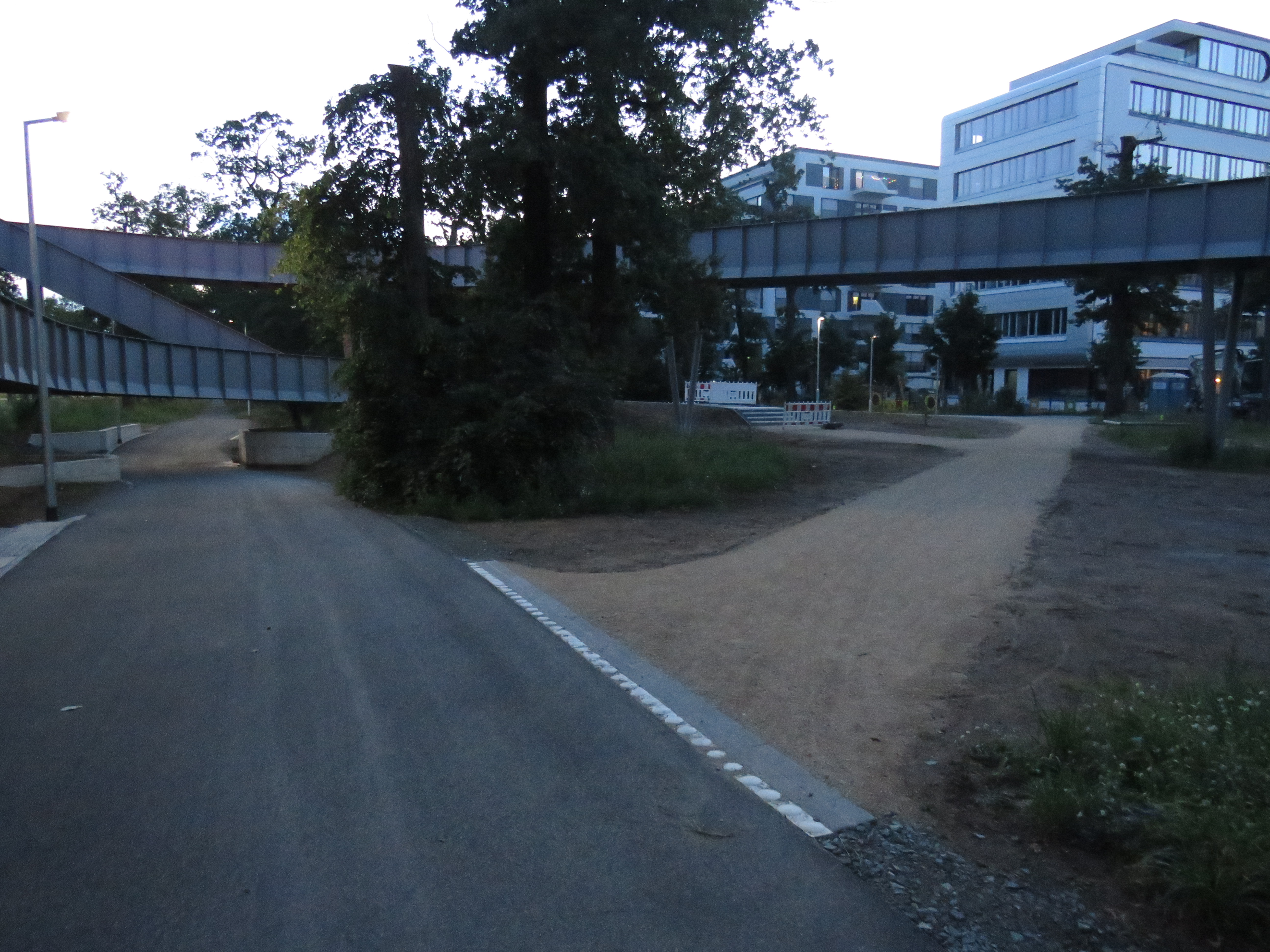
Unterführung und Zuwegung an der nördlichen Auffahrt
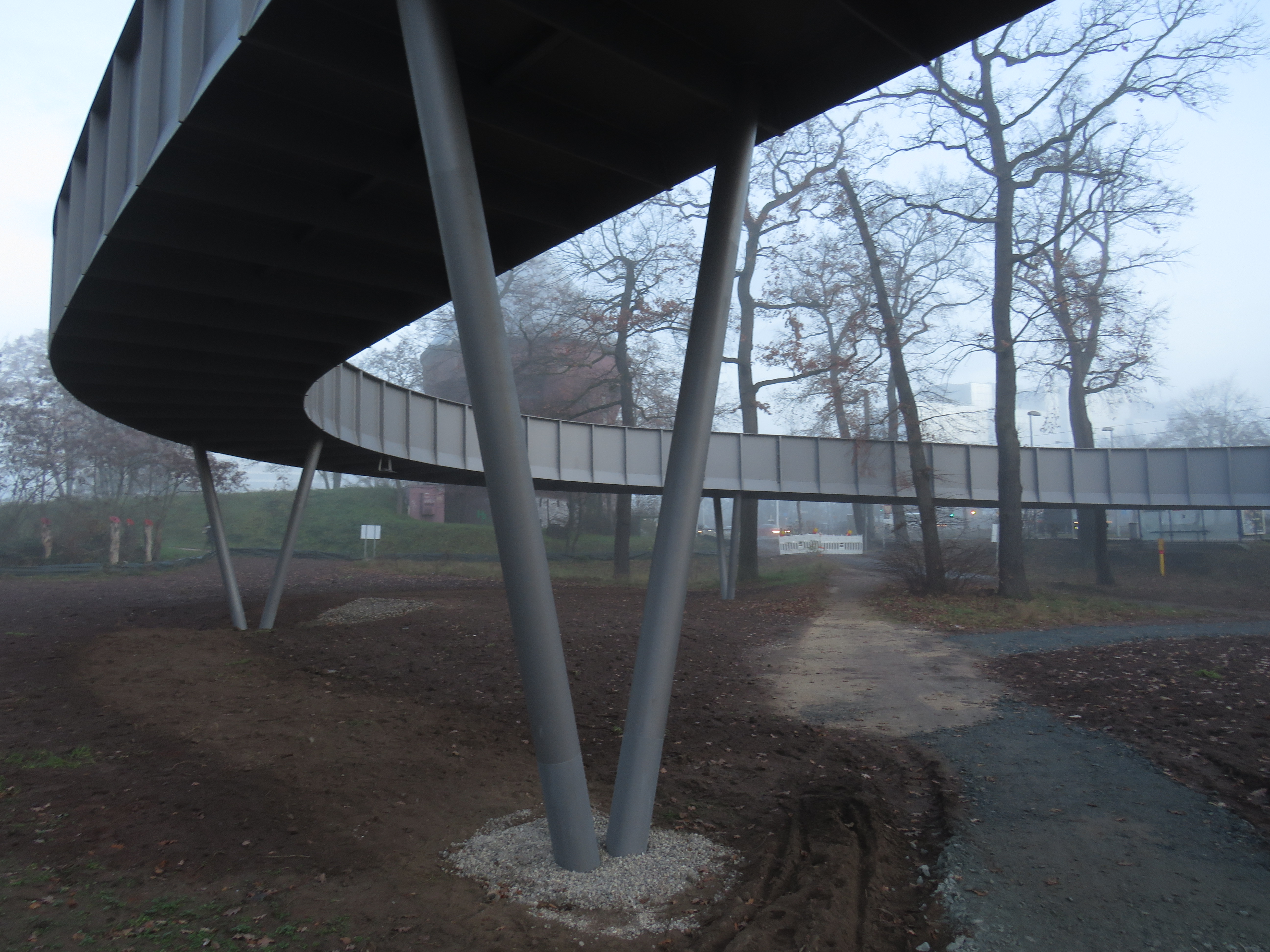
Nördliche Spiralrampe
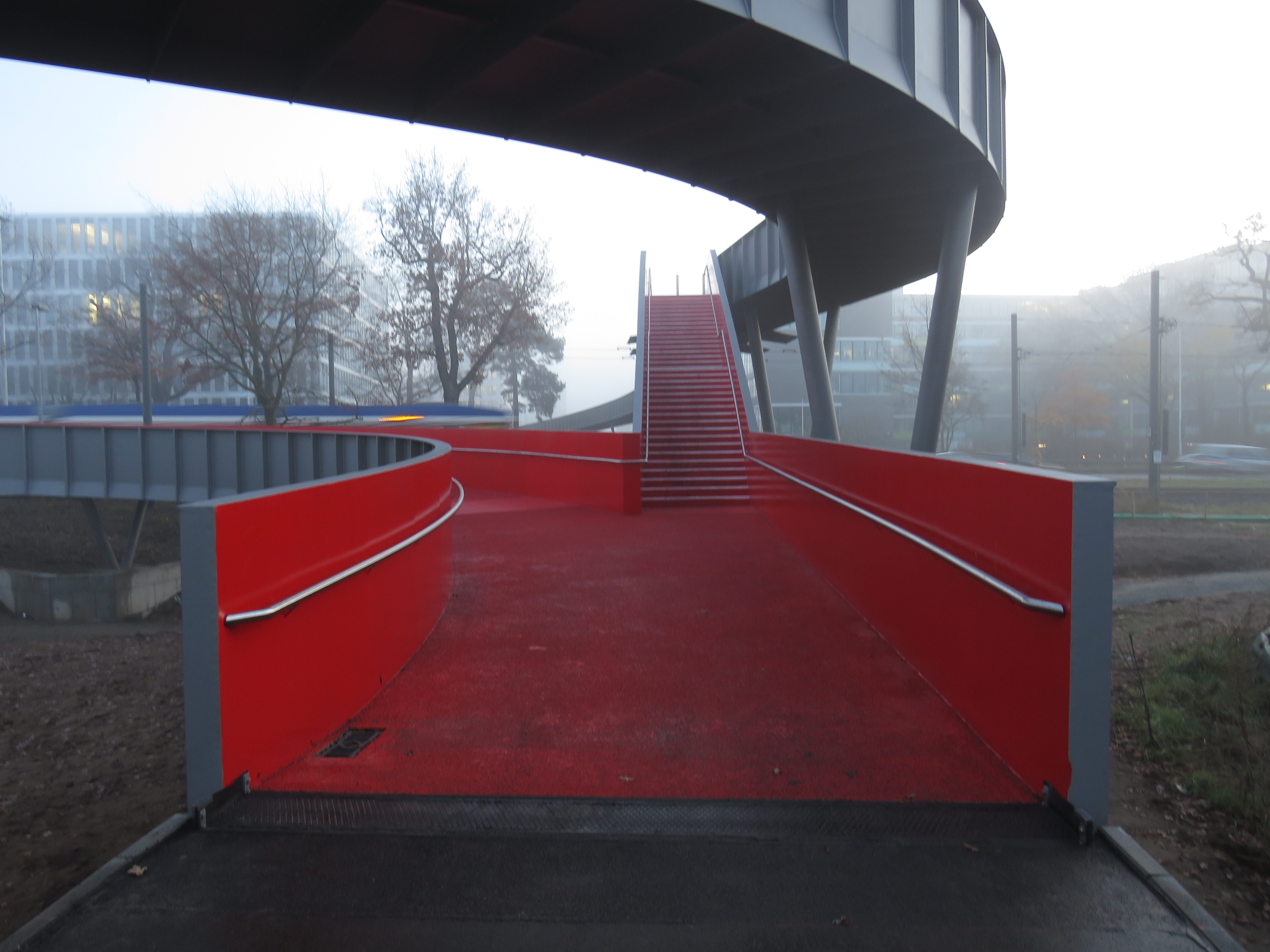
Nördlicher Aufgang
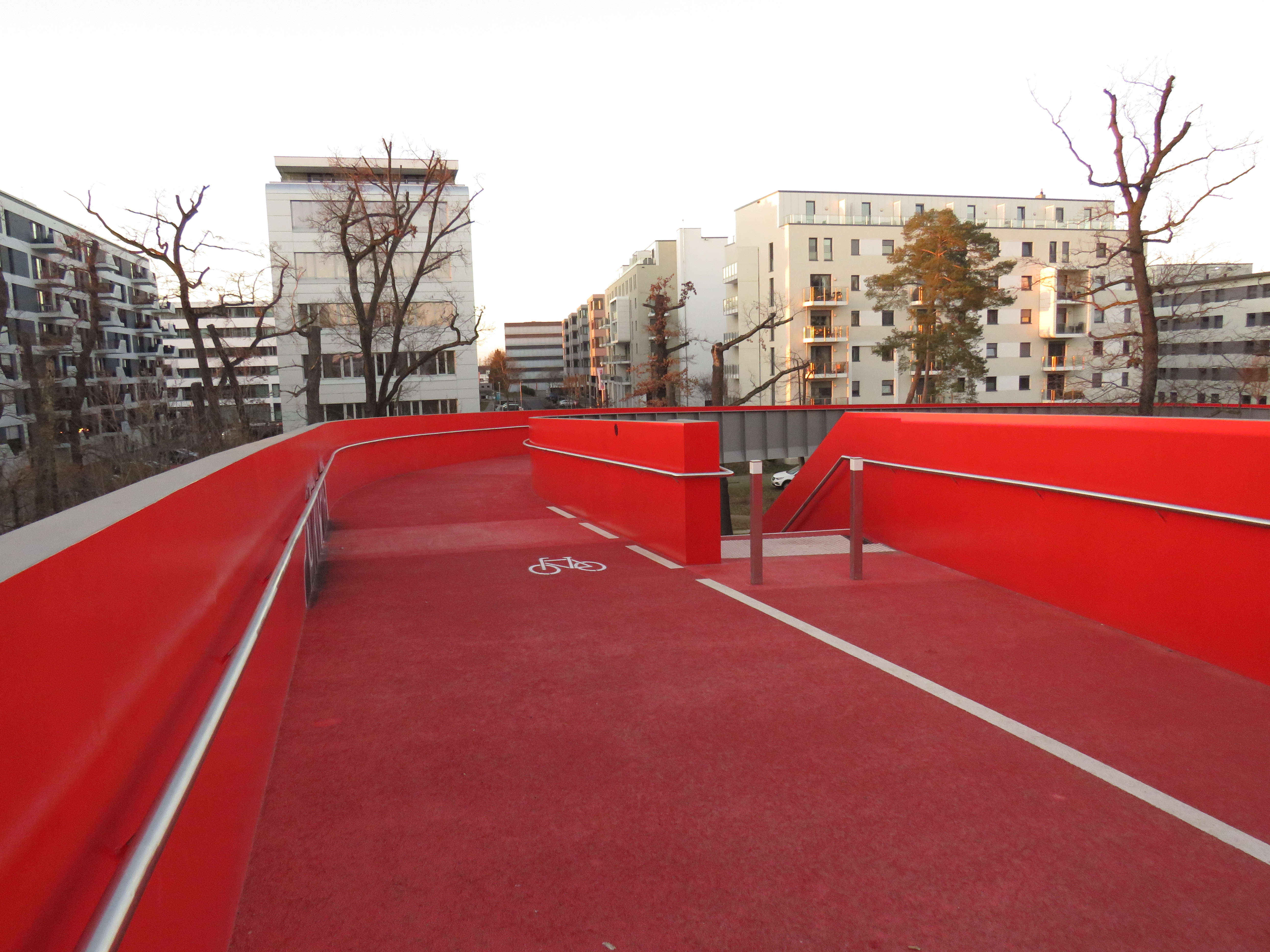
Nördliche Trennung von Fuß- und Radweg
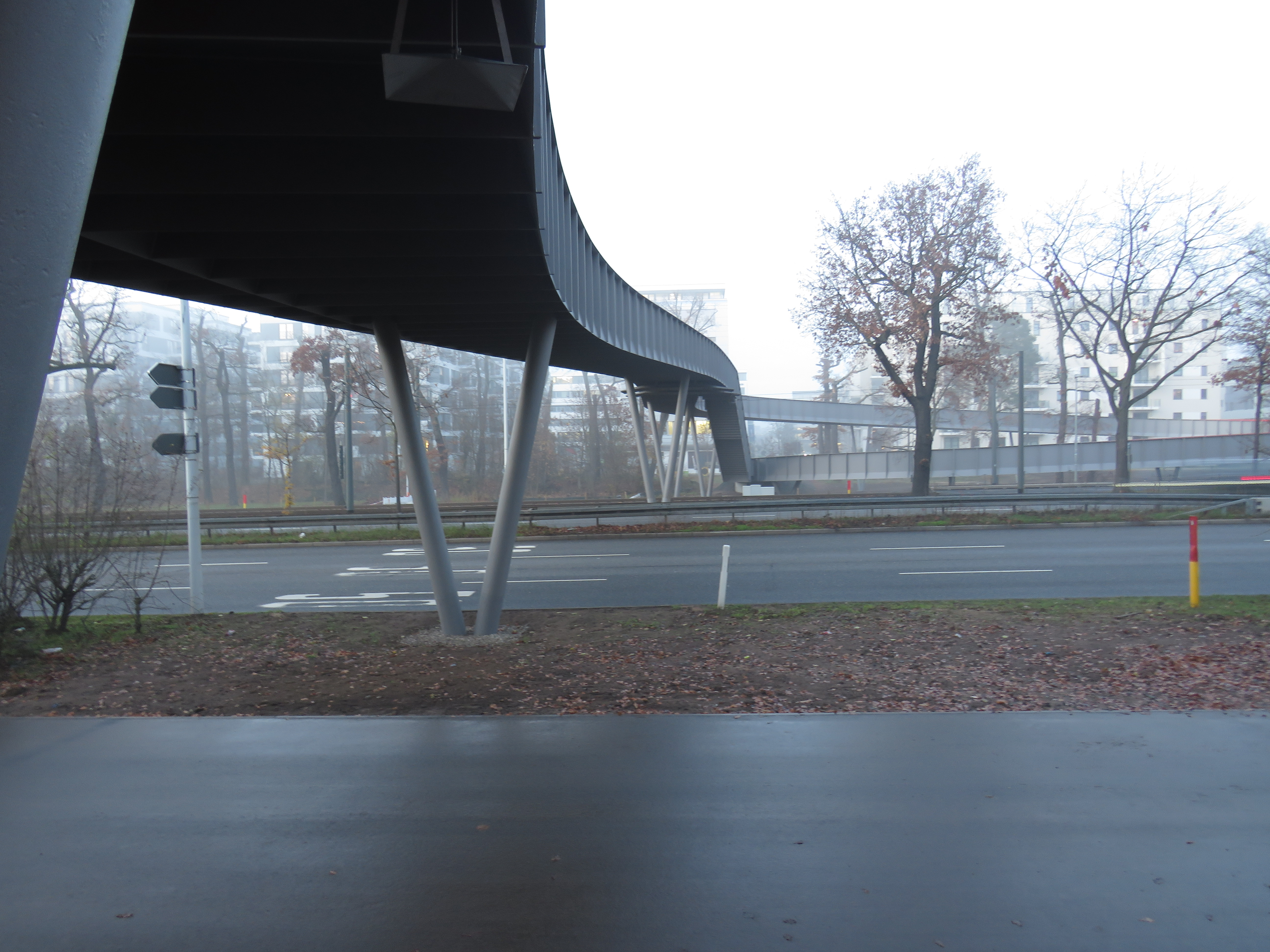
Mittelteil der Brücke
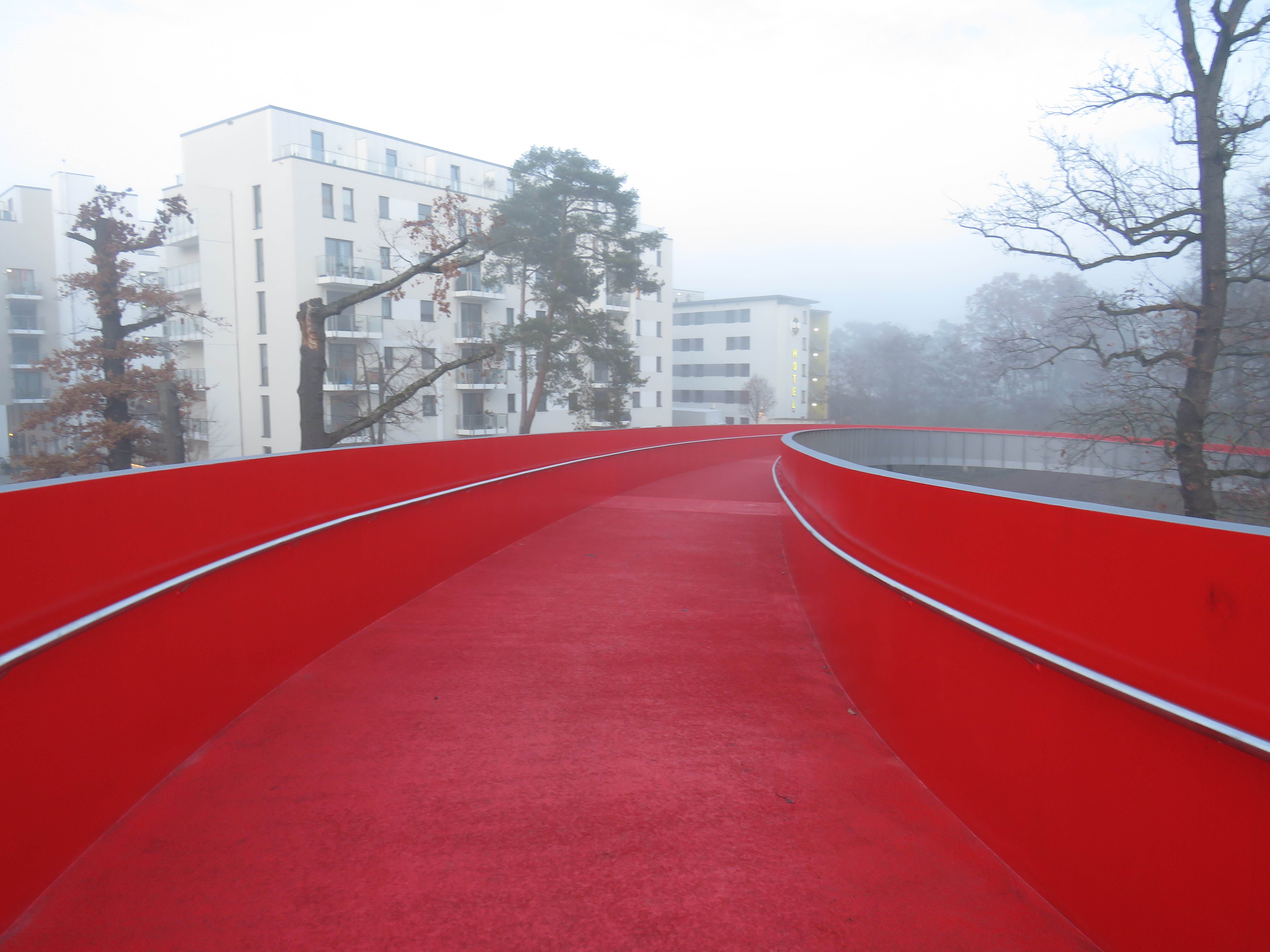
Roter Asphalt und rot bemalte Wände
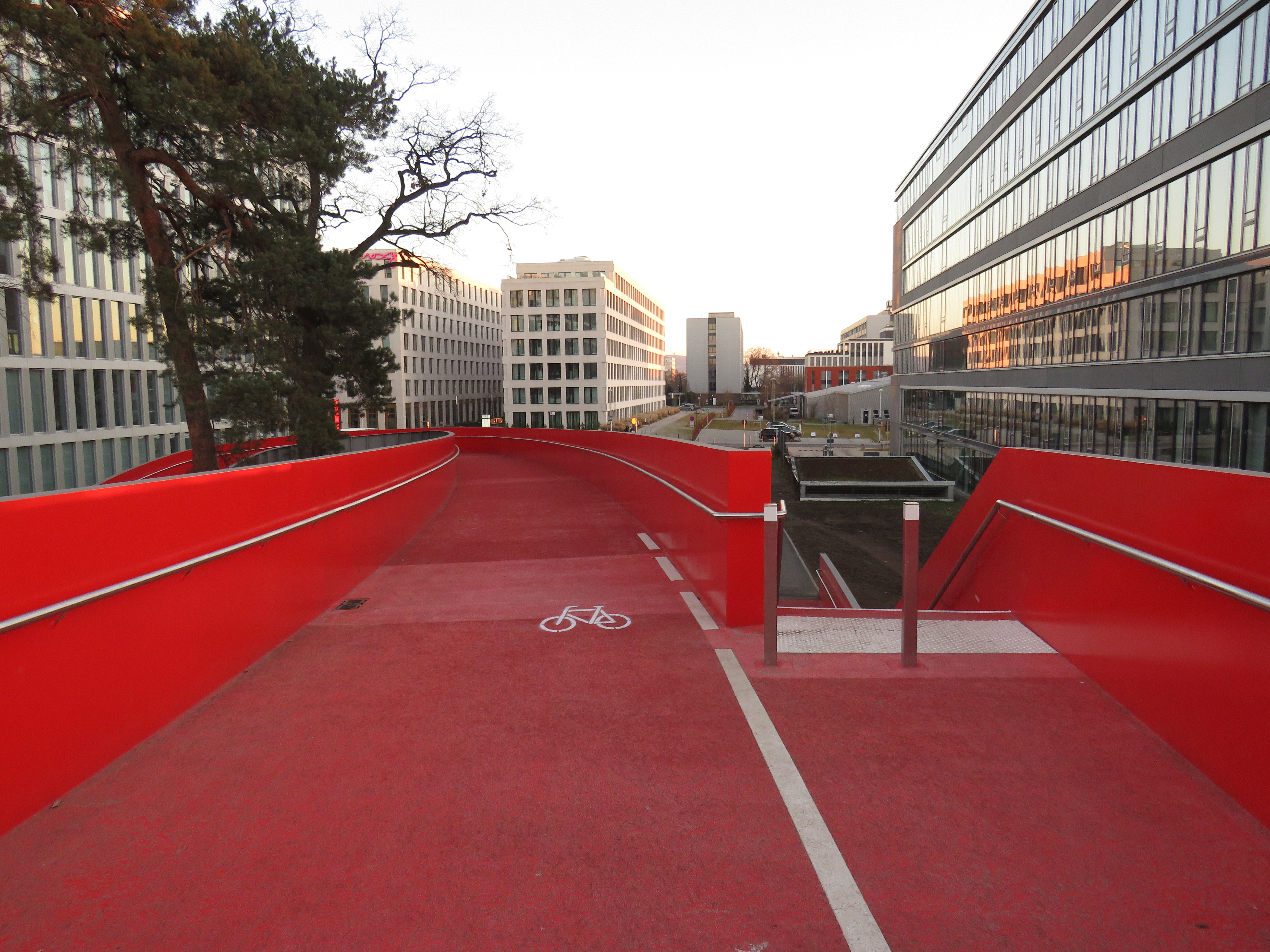
Südliche Trennung von Fuß- und Radweg
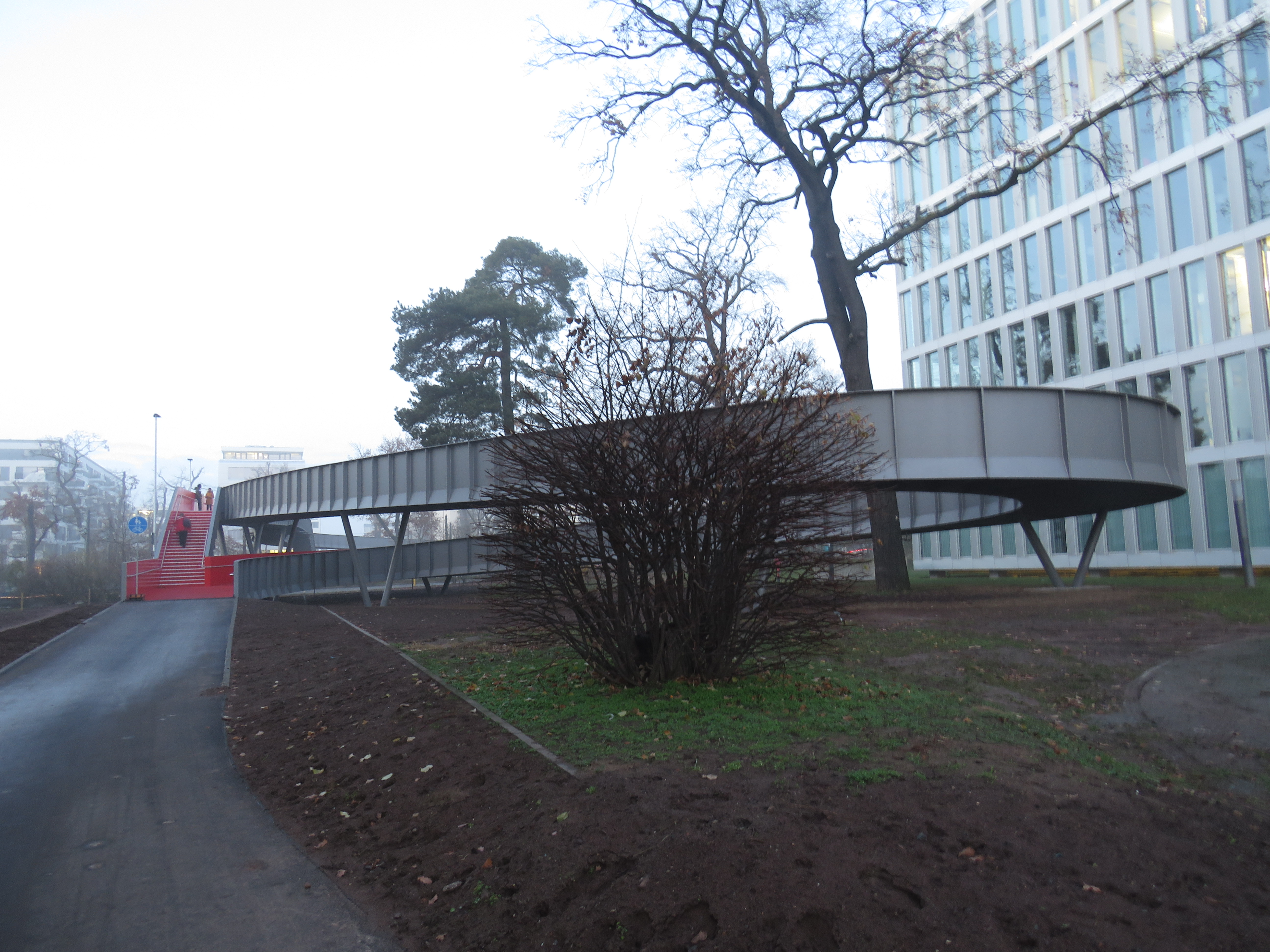
Südliche Spiralrampe

Nächtliche Beleuchtung

## Kritik
Vor allem die im Projektverlauf stark gestiegenen Kosten wurden wiederholt kritisiert. Die äußerlich eher unscheinbare Farbgestaltung wurde ebenfalls kritisiert, zumal in ersten Entwürfen eine aufwendige Verkleidung mit Effektbeleuchtung vorgesehen war.  Auch wurde eine Störung der Sichtachse auf den knapp 2 km entfernten Luisenplatz (Ludwigsdenkmal) bemängelt. Die endgültige Gestaltung wird teils als nüchtern und zweckmäßig empfunden. Der Darmstädter Oberbürgermeister Jochen Partsch deutete anlässlich der Eröffnung an, dass die Gestaltung der Außenseite der Brücke evtl. noch überarbeitet werden könnte.